# Flèche brabançonne 2014
La 54e édition de la Flèche brabançonne a eu lieu le 16 avril 2014. La course fait partie du calendrier UCI Europe Tour 2014 en catégorie 1.HC.
Elle a été remportée par le Belge Philippe Gilbert (BMC Racing) qui s'impose dans une sprint en côte en petit comité respectivement devant l'Australien Michael Matthews (Orica-GreenEDGE) et le Français Tony Gallopin (Lotto-Belisol).

## Présentation

### Équipes
Classée en catégorie 1.HC de l'UCI Europe Tour, la Flèche brabançonne est par conséquent ouverte aux UCI ProTeams dans la limite de 70 % des équipes participantes, aux équipes continentales professionnelles, aux équipes continentales belges et à une équipe nationale belge.
Vingt-trois équipes participent à cette Flèche brabançonne - neuf ProTeams et quatorze équipes continentales professionnelles :
| UCI ProTeams            | UCI ProTeams | UCI ProTeams |
| Nom de l'équipe         | Pays         | Code         |
| ----------------------- | ------------ | ------------ |
| BMC Racing              | États-Unis   | BMC          |
| Europcar                | France       | EUC          |
| Garmin-Sharp            | États-Unis   | GRS          |
| Giant-Shimano           | Pays-Bas     | GIA          |
| Katusha                 | Russie       | KAT          |
| Lotto-Belisol           | Belgique     | LTB          |
| Omega Pharma-Quick Step | Belgique     | OPQ          |
| Orica-GreenEDGE         | Australie    | OGE          |
| Trek Factory Racing     | États-Unis   | TFR          |

| Équipes continentales professionnelles | Équipes continentales professionnelles | Équipes continentales professionnelles |
| Nom de l'équipe                        | Pays                                   | Code                                   |
| -------------------------------------- | -------------------------------------- | -------------------------------------- |
| Androni Giocattoli-Venezuela           | Italie                                 | AND                                    |
| Bardiani CSF                           | Italie                                 | BAR                                    |
| CCC Polsat Polkowice                   | Pologne                                | CCC                                    |
| Cofidis                                | France                                 | COF                                    |
| Colombia                               | Colombie                               | COL                                    |
| IAM                                    | Suisse                                 | IAM                                    |
| MTN-Qhubeka                            | Afrique du Sud                         | MTN                                    |
| Neri Sottoli                           | Italie                                 | NRI                                    |
| NetApp-Endura                          | Allemagne                              | TNE                                    |
| Novo Nordisk                           | États-Unis                             | TNN                                    |
| RusVelo                                | Russie                                 | RVL                                    |
| Topsport Vlaanderen-Baloise            | Belgique                               | TSV                                    |
| UnitedHealthcare                       | États-Unis                             | UHC                                    |
| Wanty-Groupe Gobert                    | Belgique                               | WGG                                    |

### Favoris
Le tenant du titre Peter Sagan fait l'impasse sur la course. Par contre Philippe Gilbert, deuxième l'année précédente et vainqueur en 2011 est lui bien présent au départ, ainsi que le vainqueur en 2012 Thomas Voeckler et le troisième de l'édition précédente Björn Leukemans. On note encore Daniel Martin, Simon Gerrans, Jan Bakelants, Wout Poels et Tony Gallopin parmi les favoris.

## Classement final
|    | Coureur               | Pays      | Équipe                  |    | Temps           |
| -- | --------------------- | --------- | ----------------------- | -- | --------------- |
| 1  | Philippe Gilbert      | Belgique  | BMC Racing              | en | 4 h 54 min 26 s |
| 2  | Michael Matthews      | Australie | Orica-GreenEDGE         | +  | m.t             |
| 3  | Tony Gallopin         | France    | Lotto-Belisol           |    | m.t             |
| 4  | Simon Geschke         | Allemagne | Giant-Shimano           |    | m.t             |
| 5  | Björn Leukemans       | Belgique  | Wanty-Groupe Gobert     |    | m.t             |
| 6  | Nathan Haas           | Australie | Garmin-Sharp            |    | m.t             |
| 7  | Davide Rebellin       | Italie    | CCC Polsat Polkowice    |    | m.t             |
| 8  | Julien Vermote        | Belgique  | Omega Pharma-Quick Step |    | m.t             |
| 9  | Sébastien Reichenbach | Suisse    | IAM                     |    | m.t             |
| 10 | Alexey Tsatevitch     | Russie    | Katusha                 |    | m.t             |

## Liste des participants
- Liste de départ complète

| Légende | Légende                                                                    | Légende | Légende                                                    |
| ------- | -------------------------------------------------------------------------- | ------- | ---------------------------------------------------------- |
| Num     | Dossard de départ porté par le coureur sur cette Flèche brabançonne        | Pos     | Position à l'arrivée de la course                          |
|         | Indique un maillot de champion national ou mondial, suivi de sa spécialité | NP      | Indique un coureur qui n'a pas pris le départ de la course |
| AB      | Indique un coureur qui n'a pas terminé la course                           | HD      | Indique un coureur qui a terminé la course hors des délais |
| DSQ     | Indique un coureur qui a été disqualifié de la course                      |         |                                                            |

| Europcar EUC | Europcar EUC                  | Europcar EUC |
| ------------ | ----------------------------- | ------------ |
| Num          | Coureur                       | Pos          |
| 1            | Yohann Gène (FRA)             | AB           |
| 2            | Yukiya Arashiro (JPN) (Route) | 12e          |
| 3            |                               |              |
| 4            | Morgan Lamoisson (FRA)        | AB           |
| 5            | Davide Malacarne (ITA)        | 19e          |
| 6            | Perrig Quéméneur (FRA)        | AB           |
| 7            | Kévin Réza (FRA)              | 59e          |
| 8            |                               |              |

| BMC Racing BMC | BMC Racing BMC              | BMC Racing BMC |
| -------------- | --------------------------- | -------------- |
| Num            | Coureur                     | Pos            |
| 11             | Philippe Gilbert (BEL)      | 1er            |
| 12             | Steve Cummings (GBR)        | 82e            |
| 13             | Yannick Eijssen (BEL)       | 55e            |
| 14             | Martin Kohler (SUI)         | 76e            |
| 15             | Amaël Moinard (FRA)         | 53e            |
| 16             | Michael Schär (SUI) (Route) | AB             |
| 17             | Peter Stetina (USA)         | 52e            |
| 18             | Lawrence Warbasse (USA)     | 77e            |

| Garmin-Sharp GRS | Garmin-Sharp GRS    | Garmin-Sharp GRS |
| ---------------- | ------------------- | ---------------- |
| Num              | Coureur             | Pos              |
| 21               | Daniel Martin (IRL) | 56e              |
| 22               | Nathan Brown (USA)  | 27e              |
| 23               | Thomas Dekker (NED) | 54e              |
| 24               | Caleb Fairly (USA)  | AB               |
| 25               | Nathan Haas (AUS)   | 6e               |
| 26               | Alex Howes (USA)    | 42e              |
| 27               | Nick Nuyens (BEL)   | 51e              |
| 28               | Benjamin King (USA) | AB               |

| Lotto-Belisol LTB | Lotto-Belisol LTB           | Lotto-Belisol LTB |
| ----------------- | --------------------------- | ----------------- |
| Num               | Coureur                     | Pos               |
| 31                | Jurgen Van den Broeck (BEL) | 18e               |
| 32                | Sander Armée (BEL)          | 24e               |
| 33                | Sean De Bie (BEL)           | 99e               |
| 34                | Kris Boeckmans (BEL)        | AB                |
| 35                | Tony Gallopin (FRA)         | 3e                |
| 36                | Tosh Van der Sande (BEL)    | 97e               |
| 37                | Dennis Vanendert (BEL)      | 79e               |
| 38                | Pim Ligthart (NED)          | 73e               |

| Omega Pharma-Quick Step OPQ | Omega Pharma-Quick Step OPQ | Omega Pharma-Quick Step OPQ |
| --------------------------- | --------------------------- | --------------------------- |
| Num                         | Coureur                     | Pos                         |
| 41                          | Jan Bakelants (BEL)         | 57e                         |
| 42                          | Julian Alaphilippe (FRA)    | 14e                         |
| 43                          | Kevin De Weert (BEL)        | 70e                         |
| 44                          | Julien Vermote (BEL)        | 8e                          |
| 45                          | Wout Poels (NED)            | 15e                         |
| 46                          | Pieter Serry (BEL)          | 16e                         |
| 47                          | Petr Vakoč (CZE)            | 34e                         |
| 48                          | Martin Velits (SVK)         | 38e                         |

| Orica-GreenEDGE OGE | Orica-GreenEDGE OGE         | Orica-GreenEDGE OGE |
| ------------------- | --------------------------- | ------------------- |
| Num                 | Coureur                     | Pos                 |
| 51                  | Simon Gerrans (AUS) (Route) | 46e                 |
| 52                  | Damien Howson (AUS)         | AB                  |
| 53                  | Daryl Impey (RSA)           | 47e                 |
| 54                  | Michael Matthews (AUS)      | 2e                  |
| 55                  | Cameron Meyer (AUS)         | AB                  |
| 56                  | Pieter Weening (NED)        | 71e                 |
| 57                  | Adam Yates (GBR)            | AB                  |
| 58                  | Simon Yates (GBR)           | AB                  |

| Giant-Shimano GIA | Giant-Shimano GIA         | Giant-Shimano GIA |
| ----------------- | ------------------------- | ----------------- |
| Num               | Coureur                   | Pos               |
| 61                | Simon Geschke (GER)       | 4e                |
| 62                | Roy Curvers (NED)         | DSQ               |
| 63                | Thomas Damuseau (FRA)     | 74e               |
| 64                | Dries Devenyns (BEL)      | 11e               |
| 65                | Johannes Fröhlinger (GER) | 65e               |
| 66                | Thierry Hupond (FRA)      | 98e               |
| 67                | Ji Cheng (CHN)            | AB                |
| 68                | Loh Sea Keong (MAS)       | AB                |

| Katusha KAT | Katusha KAT             | Katusha KAT |
| ----------- | ----------------------- | ----------- |
| Num         | Coureur                 | Pos         |
| 71          |                         |             |
| 72          | Marco Haller (AUT)      | AB          |
| 73          | Petr Ignatenko (RUS)    | 100e        |
| 74          | Mikhail Ignatiev (RUS)  | AB          |
| 75          | Alexander Porsev (RUS)  | AB          |
| 76          | Alexander Rybakov (RUS) | 23e         |
| 77          | Rüdiger Selig (GER)     | AB          |
| 78          | Alexey Tsatevitch (RUS) | 10e         |

| Trek Factory Racing TFR | Trek Factory Racing TFR  | Trek Factory Racing TFR |
| ----------------------- | ------------------------ | ----------------------- |
| Num                     | Coureur                  | Pos                     |
| 81                      | Jasper Stuyven (BEL)     | AB                      |
| 82                      | Fumiyuki Beppu (JPN)     | 37e                     |
| 83                      | Fabio Felline (ITA)      | 26e                     |
| 84                      | Fabio Silvestre (POR)    | AB                      |
| 85                      |                          |                         |
| 86                      | Boy van Poppel (NED)     | 67e                     |
| 87                      | Danny van Poppel (NED)   | AB                      |
| 88                      | Kristof Vandewalle (BEL) | 48e                     |

| Androni Giocattoli-Venezuela AND | Androni Giocattoli-Venezuela AND | Androni Giocattoli-Venezuela AND |
| -------------------------------- | -------------------------------- | -------------------------------- |
| Num                              | Coureur                          | Pos                              |
| 91                               | Johnny Hoogerland (NED) (Route)  | 44e                              |
| 92                               | Marco Bandiera (ITA)             | AB                               |
| 93                               | Manuel Belletti (ITA)            | AB                               |
| 94                               | Marco Frapporti (ITA)            | AB                               |
| 95                               | Antonio Parrinello (ITA)         | 81e                              |
| 96                               | Franco Pellizotti (ITA)          | 25e                              |
| 97                               | Emanuele Sella (ITA)             | AB                               |
| 98                               | Andrea Zordan (ITA)              | 84e                              |

| Bardiani CSF BAR | Bardiani CSF BAR      | Bardiani CSF BAR |
| ---------------- | --------------------- | ---------------- |
| Num              | Coureur               | Pos              |
| 101              | Sonny Colbrelli (ITA) | AB               |
| 102              | Enrico Barbin (ITA)   | 35e              |
| 103              |                       |                  |
| 104              | Nicola Boem (ITA)     | AB               |
| 105              | Marco Canola (ITA)    | 80e              |
| 106              |                       |                  |
| 107              | Filippo Fortin (ITA)  | AB               |
| 108              | Angelo Pagani (ITA)   | 88e              |

| CCC Polsat Polkowice CCC | CCC Polsat Polkowice CCC  | CCC Polsat Polkowice CCC |
| ------------------------ | ------------------------- | ------------------------ |
| Num                      | Coureur                   | Pos                      |
| 111                      | Davide Rebellin (ITA)     | 7e                       |
| 112                      | Adrian Honkisz (POL)      | 64e                      |
| 113                      | Adrian Kurek (POL)        | 91e                      |
| 114                      |                           |                          |
| 115                      | Bartłomiej Matysiak (POL) | 66e                      |
| 116                      | Maciej Paterski (POL)     | 68e                      |
| 117                      | Mateusz Taciak (POL)      | AB                       |
| 118                      | Łukasz Owsian (POL)       | 90e                      |

| Cofidis COF | Cofidis COF              | Cofidis COF |
| ----------- | ------------------------ | ----------- |
| Num         | Coureur                  | Pos         |
| 121         | Romain Zingle (BEL)      | 22e         |
| 122         | Jérémy Bescond (FRA)     | AB          |
| 123         | Edwig Cammaerts (BEL)    | AB          |
| 124         | Julien Fouchard (FRA)    | AB          |
| 125         | Luis Ángel Maté (ESP)    | 17e         |
| 126         | Stéphane Poulhiès (FRA)  | AB          |
| 127         | Guillaume Levarlet (FRA) | 32e         |
| 128         | Clément Venturini (FRA)  | AB          |

| Colombia COL | Colombia COL              | Colombia COL |
| ------------ | ------------------------- | ------------ |
| Num          | Coureur                   | Pos          |
| 131          | Fabio Duarte (COL)        | 21e          |
| 132          | Juan Esteban Arango (COL) | 94e          |
| 133          | Edwin Ávila (COL)         | 72e          |
| 134          | Rodolfo Torres (COL)      | AB           |
| 135          | Jeffry Romero (COL)       | 13e          |
| 136          | Dúber Quintero (COL)      | AB           |
| 137          | Edward Díaz (COL)         | AB           |
| 138          |                           |              |

| IAM | IAM                         | IAM |
| --- | --------------------------- | --- |
| Num | Coureur                     | Pos |
| 141 | Stefan Denifl (AUT)         | AB  |
| 142 | Matthias Brändle (AUT)      | 61e |
| 143 | Jonathan Fumeaux (SUI)      | AB  |
| 144 | Patrick Schelling (SUI)     | 41e |
| 145 | Kevyn Ista (BEL)            | 50e |
| 146 | Pirmin Lang (SUI)           | 96e |
| 147 | Gustav Larsson (SWE)        | 39e |
| 148 | Sébastien Reichenbach (SUI) | 9e  |

| MTN-Qhubeka MTN | MTN-Qhubeka MTN          | MTN-Qhubeka MTN |
| --------------- | ------------------------ | --------------- |
| Num             | Coureur                  | Pos             |
| 151             | Kristian Sbaragli (ITA)  | 20e             |
| 152             | Fregalsi Debesay (ERI)   | AB              |
| 153             | Linus Gerdemann (GER)    | AB              |
| 154             | Martin Reimer (GER)      | AB              |
| 155             | Jay Robert Thomson (RSA) | AB              |
| 156             | Dennis van Niekerk (RSA) | 92e             |
| 157             | Martin Wesemann (RSA)    | NP              |
| 158             | Jacobus Venter (RSA)     | AB              |

| Neri Sottoli NRI | Neri Sottoli NRI        | Neri Sottoli NRI |
| ---------------- | ----------------------- | ---------------- |
| Num              | Coureur                 | Pos              |
| 161              | Francesco Chicchi (ITA) | AB               |
| 162              | Giorgio Cecchinel (ITA) | AB               |
| 163              | Daniele Colli (ITA)     | 87e              |
| 164              | Samuele Conti (ITA)     | AB               |
| 165              | Mauro Finetto (ITA)     | 33e              |
| 166              | Luigi Miletta (ITA)     | AB               |
| 167              | Mattia Pozzo (ITA)      | AB               |
| 168              | Mirko Tedeschi (ITA)    |                  |

| RusVelo RVL | RusVelo RVL               | RusVelo RVL |
| ----------- | ------------------------- | ----------- |
| Num         | Coureur                   | Pos         |
| 171         | Ivan Balykin (ITA)        | AB          |
| 172         | Leonid Krasnov (RUS)      | AB          |
| 173         | Timofey Kritskiy (RUS)    | AB          |
| 174         | Roman Maikin (RUS)        | 93e         |
| 175         | Artem Ovechkin (RUS)      | 85e         |
| 176         | Kirill Pozdnyakov (RUS)   | 36e         |
| 177         | Alexander Serov (RUS)     | AB          |
| 178         | Andrey Solomennikov (RUS) | 49e         |

| NetApp-Endura TNE | NetApp-Endura TNE      | NetApp-Endura TNE |
| ----------------- | ---------------------- | ----------------- |
| Num               | Coureur                | Pos               |
| 181               | Bartosz Huzarski (POL) | 40e               |
| 182               | Cesare Benedetti (ITA) | 31e               |
| 183               | Iker Camaño (ESP)      | AB                |
| 184               | Jonathan McEvoy (GBR)  | AB                |
| 185               | František Padour (CZE) | 78e               |
| 186               |                        |                   |
| 187               | Erick Rowsell (GBR)    | AB                |
| 188               |                        |                   |

| Novo Nordisk TNN | Novo Nordisk TNN           | Novo Nordisk TNN |
| ---------------- | -------------------------- | ---------------- |
| Num              | Coureur                    | Pos              |
| 191              | David Lozano (ESP)         | AB               |
| 192              | Kevin De Mesmaeker (BEL)   | AB               |
| 193              | Joonas Henttala (FIN)      | AB               |
| 194              | Javier Mejías (ESP)        | 89e              |
| 195              |                            |                  |
| 196              | Thomas Raeymaekers (BEL)   | AB               |
| 197              | Martijn Verschoor (NED)    | AB               |
| 198              | Christopher Williams (AUS) | AB               |

| Topsport Vlaanderen-Baloise TSV | Topsport Vlaanderen-Baloise TSV | Topsport Vlaanderen-Baloise TSV |
| ------------------------------- | ------------------------------- | ------------------------------- |
| Num                             | Coureur                         | Pos                             |
| 201                             | Preben Van Hecke (BEL)          | 43e                             |
| 202                             |                                 |                                 |
| 203                             | Pieter Jacobs (BEL)             | 29e                             |
| 204                             | Eliot Lietaer (BEL)             | 69e                             |
| 205                             | Thomas Sprengers (BEL)          | 28e                             |
| 206                             | Arthur Vanoverberghe (BEL)      | AB                              |
| 207                             | Pieter Vanspeybrouck (BEL)      | 102e                            |
| 208                             | Zico Waeytens (BEL)             | 45e                             |

| UnitedHealthcare UHC | UnitedHealthcare UHC     | UnitedHealthcare UHC |
| -------------------- | ------------------------ | -------------------- |
| Num                  | Coureur                  | Pos                  |
| 211                  | Marc de Maar (NED)       | 62e                  |
| 212                  | Alessandro Bazzana (ITA) | 101e                 |
| 213                  | Jonathan Clarke (AUS)    | AB                   |
| 214                  | Davide Frattini (ITA)    | AB                   |
| 215                  | Ken Hanson (USA)         | AB                   |
| 216                  | Christopher Jones (USA)  | AB                   |
| 217                  | Martijn Maaskant (NED)   | AB                   |
| 218                  | Kiel Reijnen (USA)       | 63e                  |

| Wanty-Groupe Gobert WGG | Wanty-Groupe Gobert WGG  | Wanty-Groupe Gobert WGG |
| ----------------------- | ------------------------ | ----------------------- |
| Num                     | Coureur                  | Pos                     |
| 221                     | Björn Leukemans (BEL)    | 5e                      |
| 222                     | Jérôme Baugnies (BEL)    | 75e                     |
| 223                     | Francis De Greef (BEL)   | 86e                     |
| 224                     | Thomas Degand (BEL)      | 30e                     |
| 225                     | Jan Ghyselinck (BEL)     | 83e                     |
| 226                     | Michel Kreder (NED)      | 60e                     |
| 227                     | Nico Sijmens (BEL)       | 58e                     |
| 228                     | Frederik Veuchelen (BEL) | 95e                     |